# 2-甲基癸烷
2-甲基癸烷是一种有机化合物，化学式为C11H24，它是十一烷的同分异构体之一。它可由2-溴丙烷的格氏试剂（异丙基溴化镁）和1-溴辛烷反应得到。它和磺酰氯反应，得到多氯代烃。